# Sylvester Terkay
Sylvester Terkay (né le 4 décembre 1970 à Washington, Pennsylvanie) est un catcheur et pratiquant d'arts martiaux mixtes (MMA) américain. Lutteur à l'université d'État de Caroline du Nord, il y devient champion National Collegiate Athletic Association (NCAA) dans la catégorie des poids-lourds en 1993. En 2000, il commence à s'entraîner pour devenir catcheur à l'école de l'Ultimate Pro Wrestling avant de rejoindre la World Wrestling Entertainment (WWE) après un bref passage à l'Ohio Valley Wrestling, le club-école de la WWE. Il est renvoyé par la WWE en 2007 et part ensuite au Japon où il travaille à l'Inoki Genome Federation. Entre-temps, il entame une carrière dans les arts martiaux mixtes au K-1 où il remporte trois de ses quatre matchs.

## Jeunesse
Terkay pratique la lutte au Canon McMillan High School à Canonsburg, Pennsylvanie, et affronte fréquemment Kurt Angle,. Une fois diplômé, il rejoint le Chowan Junior College en Caroline du Nord avant de rejoindre l'université d'État de Caroline du Nord. Il continue de pratiquer la lutte et termine 3e du championnat National Collegiate Athletic Association (NCAA) chez les poids-lourds en 1991 puis 2e en 1992 où il perd face à Kurt Angle,. En 1993, il reste invaincu et remporte le championnat NCAA après sa victoire sur Don Whipp. Il est membre du Hall of Fame de l'université d'État de Caroline du Nord depuis 2013.

## Carrière de catcheur

### Ultimate Pro Wrestling puis Ohio Valey Wrestling (1999-2001)
En 1999, Terkay intègre l'école de catch de l'Ultimate Pro Wrestling (UPW) en Californie, il y devient le premier champion poids-lourds le 1er février de cette même année après sa victoire dans une bataille royale et perd ce titre face à Aaron Baker en cours d'année. Il signe ensuite un contrat avec la World Wrestling Federation (WWF) et rejoint l'Ohio Valley Wrestling où il lutte sous le nom de Collector. La WWF décide cependant de mettre fin à son contrat en 2001.

### Retour à l'Ultimate Pro Wrestling et Pro Wrestling Zero1 (2001-2006)
Peu de temps après son renvoi de la WWF, Terkay part au Japon où il travaille à la Pro Wrestling Zero1 (ZERO1) et prend le nom de ring de The Predator en hommage à Bruiser Brody,. Il revient aussi régulièrement à l'Ultimate Pro Wrestling (UPW) car elle a un partenariat avec la ZERO1 et y bat par disqualification Samoa Joe dans un match pour le championnat poids-lourds de l'UPW.
Au Japon, il remporte le 4 juillet 2003 le championnat poids-lourds des États-Unis de la ZERO1 après sa victoire sur Steve Corino. Son règne prend fin le 10 août après sa défaite face à Hulk Ogan. Ogan rend vacant ce titre et Predator le récupère après avoir vaincu Mike Knox le 13 octobre,.
Le 4 janvier 2004, il participe au premier spectacle de l'Hustle, une autre fédération de catch japonaise, où avec Kevin Randleman il bat Masato Tanaka et Shinjiro Otani. Le 20 février, il retourne à l'UPW où il affronte Ken Shamrock et remporte ce match par disqualification car Shamrock frappe l'arbitre qui lui ordonne de casser une prise de soumission. Le 9 juillet, Kohei Sato met fin à son second règne de champion poids-lourds des États-Unis.
Le 15 mai 2005, il est au Mexique à l'Asistencia Asesoría y Administración pour TripleMania XIII où avec Al Katrazz et Apocalypse il perd un match en équipe face à El Zorro, Juventud Guerrera et Luzbel.

### World Wrestling Entertainment (2006-2007)
Le 29 mai 2006, il commence à travailler pour la World Wrestling Entertainment (WWE) et sous le nom de Predator bat un catcheur inconnu avant le début de l'enregistrement de Heat. Le lendemain, la WWE annonce que Turkey est désormais sous contrat avec eux. Il dispute son premier match télévisé le 28 juillet où accompagné d'Elijah Burke il bat Matt Hardy. Le 11 août, il continue sa série de victoires dans la fédération en rajoutant Dustin Starr, un jobber ; il fait de même avec Scotty 2 Hotty la semaine suivante puis Tatanka le 25 août et enfin Todd Smith, un autre jobber, le 15 septembre,,,.
Terkay et Burke rejoignent ensuite l'Extreme Championship Wrestling (ECW) le 7 novembre. Le 28 novembre, Terkay et Burke perdent leur premier match en équipe face aux Hardy Boyz (Jeff et Matt Hardy). Cinq jours plus tard au cours de December to Dismember, ils battent les Full Blooded Italians (Little Guido et Tony Mamaluke) et font de même le 2 janvier 2007,. Deux semaines plus tard, il accompagne Burke pour un match simple face au Sandman, l'équipier de Terkay sort vainqueur. Deux jours plus tard, la WWE décide de mettre fin au contrat de Terkey, la presse révèle les plans originaux d'une rivalité avec l'Undertaker abandonné car le style de Terkay, très proche des combattants d'arts martiaux mixtes, est jugé pas assez divertissant par l'équipe créative,.

### Retour au Japon (2007-2012)
Il retourne au Japon à l'Inoki Genome Federation où il reprend le nom de ring de The Predator et le 8 septembre 2007 au cours de Genome il perd face à Naoya Ogawa.
Le 12 avril 2008, il connait une seconde fois la défaite à l'IGF face à Josh Barnett. Il remporte son premier combat à l'IGF le 23 juin face au Necro Butcher.

## Carrière dans les arts martiaux mixtes
Il dispute son premier combat en arts martiaux mixtes le 31 décembre 2003 au K-1 où il bat le Brésilien Mauricio da Silva par KO technique après 13 secondes de combat.
Le 4 mai 2004, il signe un contrat avec le K-1.
Il connait sa seule défaite dans ce sport 18 jours plus tard quand Gary Goodridge le met KO après un peu plus d'une minute. Le 31 décembre, il soumet Christophe Midoux après un peu plus d'une minute de combat. Il bat enfin Mu Bae Choi par décision unanime après deux round de cinq minutes le 5 novembre 2005.

## Carrière de kickboxeur
Son contrat avec la K-1 lui permet de faire aussi du kickboxing selon les règles de cette fédération. Il perd ses deux combats par décision, le premier le 31 décembre 2005 face au néerlandais Remy Bonjasky puis le 29 avril 2006 face à Hong-Man Choi,.

## Palmarès

### En arts martiaux mixtes
| 4 combats      | 3 victoires | 1 défaites |
| Par KO         | 1           | 1          |
| Par soumission | 1           | 0          |
| Sur décision   | 1           | 0          |

| Résultat | Record | Adversaire        | Méthode                      | Événement                         | Date             | Round | Temps | Lieu                | Notes                                               |
| -------- | ------ | ----------------- | ---------------------------- | --------------------------------- | ---------------- | ----- | ----- | ------------------- | --------------------------------------------------- |
| Victoire | 3-1    | Mu Bae Choi       | Décision unanime             | K-1 HERO's - HERO's 2005 in Seoul | 5 novembre 2005  | 2     | 5:00  | Séoul, Corée du Sud | Dernier combat d'arts martiaux mixtes.              |
| Victoire | 2-1    | Christophe Midoux | Soumission (Neck Crank)      | K-1 - Premium 2004 Dynamite!!     | 31 décembre 2004 | 1     | 1:11  | Osaka, Japon        |                                                     |
| Défaite  | 1-1    | Gary Goodridge    | KO technique (coup de poing) | K-1 MMA - Romanex                 | 22 mai 2004      | 1     | 1:22  | Saitama, Japon      | Première et unique défaite en arts martiaux mixtes. |
| Victoire | 1-0    | Mauricio da Silva | KO technique (coup de poing) | K-1 - Premium 2003 Dynamite!!     | 31 décembre 2003 | 1     | 0:13  | Nagoya, japon       | Début en arts martiaux mixtes.                      |

### En catch
- Pro Wrestling Zero1
  - 2 fois champion poids-lourds des États-Unis de la ZERO1[44]
- Ultimate Pro Wrestling (UPW)
  - 1 fois champion poids lourd de la UPW[7]

### En kickboxing
| Résultat | Record | Adversaire    | Méthode  | Événement                              | Date             | Round | Temps | Lieu        | Notes                                            |
| -------- | ------ | ------------- | -------- | -------------------------------------- | ---------------- | ----- | ----- | ----------- | ------------------------------------------------ |
| Défaite  | 0-2    | Hong-Man Choi | Décision | K-1 World Grand Prix 2006 in Las Vegas | 29 avril 2006    | 3     | 3:00  | Las Vegas   | Dernier combat en kickboxing de Sylvester Terkay |
| Défaite  | 0-1    | Remy Bonjasky | Décision | K-1 PREMIUM 2005 Dynamite!!            | 31 décembre 2005 | 3     | 3:00  | Japon Osaka | Premier combat en kickboxing de Terkay           |